# ویکی‌پدیای کچوا
ویکی‌پدیای کچوا نسخه کچوآ وب‌گاه ویکی‌پدیا است.  زبان کچوا تا ۲۵ اوت ۲۰۱۱ با‌بیش‌از ۱۶,۶۰۰ مقاله در رده هشتاد و هشتم ویکی‌پدیاها قرار گرفته‌است.